# Bevon Lewis
Bevon Lewis (Riverside, 5 de maio de 1991) é um lutador americano de artes marciais mistas, atualmente competindo no peso médio do Ultimate Fighting Championship.

## Carreira no MMA

### Ultimate Fighting Championship
Lewis fez sua estreia no UFC em 29 de dezembro de 2018 contra Uriah Hall no UFC 232: Jones vs. Gustafsson II. Ele perdeu por nocaute no terceiro round.
Sua próxima luta veio em 8 de junho de 2018 no UFC 238: Cejudo vs. Moraes contra Darren Stewart. Ele perdeu por decisão unânime.
Lewis enfrentou Dequan Townsend no UFC Fight Night: Blaydes vs. dos Santos. Lewis venceu por decisão unânime.

## Cartel no MMA
| Cartel no MMA   |            |            |
| 10 lutas        | 7 vitórias | 3 derrotas |
| Por nocaute     | 3          | 2          |
| Por finalização | 0          | 0          |
| Por decisão     | 4          | 1          |

| Res.    | Cartel | Oponente           | Método                      | Evento                                  | Data       | Round | Tempo | Local                      | Notas                    |
| ------- | ------ | ------------------ | --------------------------- | --------------------------------------- | ---------- | ----- | ----- | -------------------------- | ------------------------ |
| Derrota | 7-3    | Trevin Giles       | Nocaute Técnico (socos)     | UFC Fight Night: Santos vs. Teixeira    | 07/11/2020 | 3     | 1:28  | Las Vegas, Nevada          |                          |
| Vitória | 7-2    | Dequan Townsend    | Decisão (unânime)           | UFC Fight Night: Blaydes vs. dos Santos | 25/01/2020 | 3     | 5:00  | Raleigh, Carolina do Norte |                          |
| Derrota | 6-2    | Darren Stewart     | Decisão (unânime)           | UFC 238: Cejudo vs. Moraes              | 08/06/2019 | 3     | 5:00  | Chicago, Illinois          |                          |
| Derrota | 6-1    | Uriah Hall         | Nocaute (soco)              | UFC 232: Jones vs. Gustafsson II        | 29/12/2018 | 3     | 1:32  | Inglewood, California      |                          |
| Vitória | 6-0    | Alton Cunningham   | Nocaute Técnico (joelhadas) | Dana White's Contender Series 12        | 27/07/2018 | 1     | 3:01  | Las Vegas, Nevada          |                          |
| Vitória | 5-0    | Collin Huckbody    | Decisão (unânime)           | LFA 38: Hughes vs. Greene               | 27/04/2018 | 3     | 5:00  | Minneapolis, Minnesota     |                          |
| Vitória | 4-0    | Elias Urbina       | Nocaute (socos)             | Dana White's Contender Series 8         | 29/08/2017 | 2     | 2:47  | Las Vegas                  |                          |
| Vitória | 3-0    | Sonny Yohn         | Decisão (unânime)           | LFA 10: Heinisch vs. Rota               | 21/04/2017 | 3     | 5:00  | Pueblo, Colorado           |                          |
| Vitória | 2-0    | Kristopher Gratalo | Nocaute (socos)             | Xtreme Caged Combat 24                  | 30/04/2016 | 3     | 0:52  | Bethlehem, Pennsylvania    | Estreia nos Médios.      |
| Vitória | 1-0    | Aaron Aschendorf   | Decisão (unânime)           | House of Fame 4: Florida vs. Georgia    | 29/10/2015 | 3     | 5:00  | Jacksonville, Florida      | Estreia nos Meio-Médios. |